# 駒ヶ根市立図書館
駒ヶ根市立図書館（こまがねしりつとしょかん）は、長野県駒ヶ根市の市立図書館。

## 建物構造
- 所在地 - 〒399-4115 長野県駒ヶ根市上穂栄町23番1号
  - 駒ヶ根総合文化センター内、 駒ヶ根市立博物館を併設
- 構造 - 鉄骨鉄筋コンクリート構造
- 延床面積 -　1282m2

## 沿革
- 大正5年（1916年） - 私立赤穂図書館創設[2]
- 大正12年（1923年） - 赤穂村に移管[2]
- 昭和29年（1954年） - 駒ヶ根市立赤穂図書館となる[2]
- 昭和36年（1961年） - 赤穂図書館を駒ヶ根市立図書館とし、東伊那公民館と中沢公民館に分館を設置[2]
- 昭和61年（1986年） - 駒ヶ根総合文化センターに移設し、開館[2]

## 分館
- 東伊那分館 - 長野県駒ヶ根市東伊那2398番地20
- 中沢分館 -  長野県駒ヶ根市中沢4036番地1